# Perkowo (Groot-Polen)
Perkowo is een dorp in de Poolse woiwodschap Groot-Polen. De plaats maakt deel uit van de gemeente Przemęt en telt 550 inwoners.